# Коренная пустынь
Ку́рская Коренна́я Рождества́ Пресвято́й Богоро́дицы пу́стынь — мужской монастырь Курской епархии Русской православной церкви, расположенный в местечке Свобода Золотухинского района Курской области. Основан в 1597 году на месте явления Курской Коренной иконы. Древнее название Курского Коренного монастыря — «Чёрная Коренная пустынь», что означает глухое, запущенное место.
Ежегодный крестный ход с тысячами паломников, сопровождавший перенос иконы из Курска в Коренную пустынь, изображён на знаменитой картине Репина «Крестный ход в Курской губернии».

## История

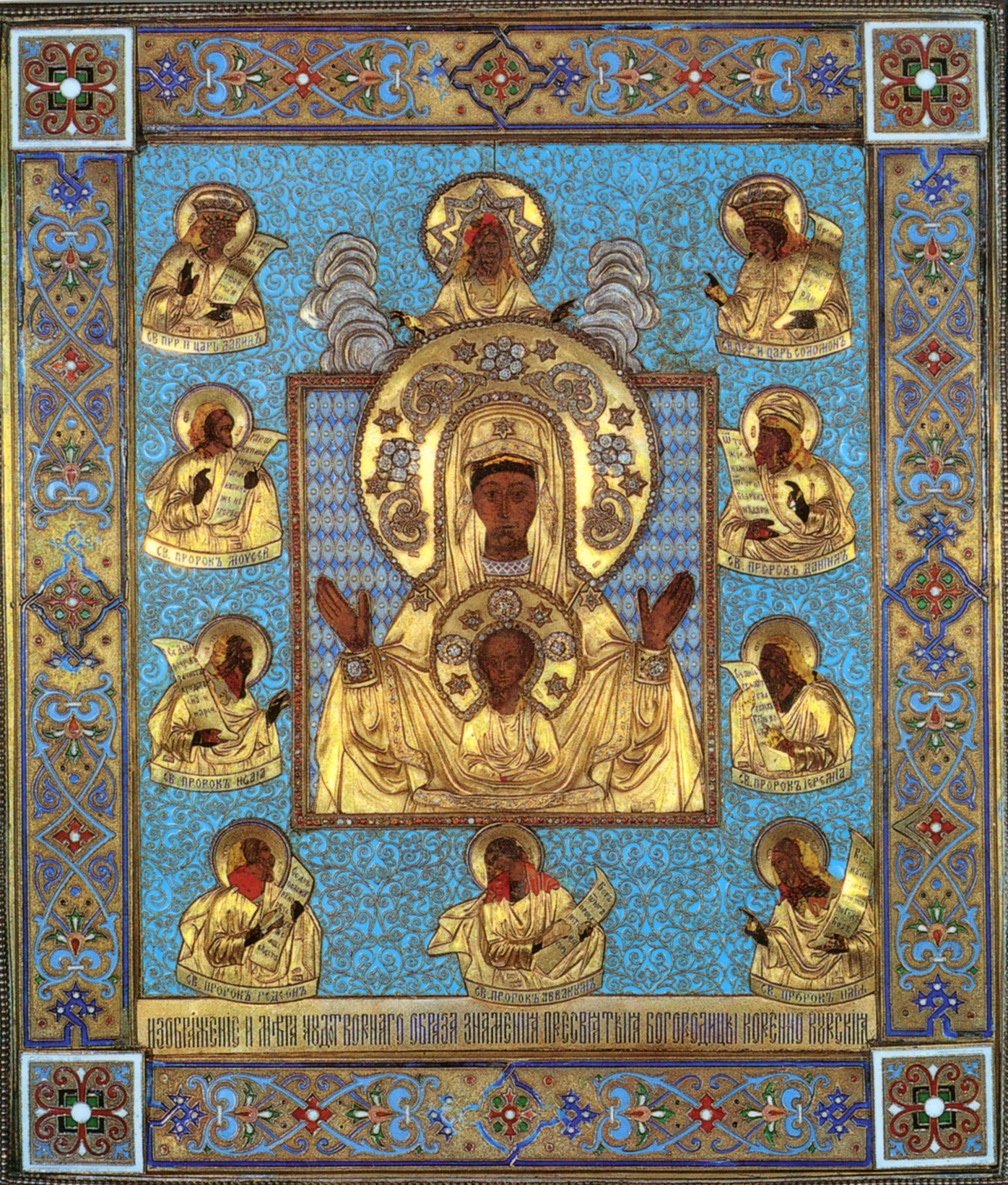
Икона Божией Матери «Курская Коренная»

В 1295 году в густых лесах на месте будущего посёлка Свобода охотники из Рыльска обнаружили икону. Через несколько лет на этом месте была возведена деревянная часовня. В 1597 году на месте явления Курской Коренной иконы Божией Матери «Знамение» по указу царя Федора Иоанновича основали монастырь во имя Рождества Пресвятой Богородицы. Он стал первым храмом на этом месте. В 1601—1603 годах Россию поразил голод, но Курская земля давала урожай и снабжала столицу хлебом. Считалось, что это из-за чудотворной иконы, поэтому царь Борис Годунов пожаловал Коренной пустыни денежную казну, ризы, свечи, ладан, иконы, колокола, книги.
Курский край потерпел серьёзные разрушения в период Смутного времени: разбой, пожары, грабежи. Пользуясь хаосом, образовавшимся в стране, татары с удвоенной силой возобновили свои опустошительные набеги. В 1611 году Коренная пустынь была разорена. Поскольку, как и часовня, храм был сделан из дерева, поэтому при нашествии Крымских татар он быстро сгорел. Ещё один храм из дерева был построен на этом месте в 1618 году. 
Каменный храм, являвшийся заменой деревянному, просуществовал 149 лет, вплоть до 1 июня 1852 года, когда по указу графа Клейнмихеля был заложен новый каменный храм во имя Рождества Пресвятой Богородицы.
В. И. Лысых пишет:

В день закладки храма было собрано пожертвований 583 рубля 87 копеек (серебром), а в казне монастыря оказалось на 17 мая 1852 года 2287 рубля 99 копеек (серебром)

Внешний вид храма был типичным для стиля церковной архитектуры и имел сходство с Благовещенской церковью в Санкт-Петербурге. Внутреннее убранство также было богатым. Установленный в Соборе Рождества Пресвятой Богородицы Коренной пустыни иконостас — одна из самых значимых работ мастеров Свято-Троицкого братства из города Щигры Курской области. Именно в этом храме должна была оставаться икона Божией Матери «Знамение» во время нахождения в Коренной пустыни.
С легендой об обретении чудотворной иконы связан ещё один храм — храм во имя святых и праведных Иоакима и Анны. Он построен на месте, где были найдены половинки разрубленной иконы «Знамение» Курская-Коренная.
Коренная пустынь упоминается в «Книге Большому Чертежу», 1627 год:

А ниже Сновы верст с 5 на Тускори пустыня монастырь пречистые Богородицы курские, от Курска 20 верст. А ниже монастыря пречистые Богородицы курские пала в Тускор, от Курска верст з 10, речка Обмет, течет от Теплого колодезя

По указу Екатерины Великой в 1764 году Коренная пустынь исключается из состава Знаменского монастыря и снова начинает самостоятельное существование. И земли самой пустыни значительно сократились. Например, деревня Служня, расположенная с юга, вышла из числа монастырских вотчин. Монахам под страхом тяжких наказаний запрещено было брать дрова в лесу, поэтому зимой обитель не отапливалась, что приводило к заболеваниям священнослужителей и впоследствии проблемам с богослужениями. В храме не осталось ничего, что могло давать заработок. Более того, не хватало даже самой необходимой утвари, была поломана мебель и требовалась замена стёкол в большинстве окон. Монастырь не имел ограды. После увеличения срока пребывания Курской-Коренной иконы по просьбе игумена Исайи в 1765 году значительно увеличился поток паломников и, соответственно, расходы на материальные потребности Коренной пустыни. В связи с этим начались разногласия между Знаменским и Коренным монастырём. В итоге епископ Белгородский Порфирий велел делить доходы поровну, пополам. К этому году в монастыре осталось лишь 12 человек, а после ужесточения общежительного устава в 1792 году только иеромонах Протерий выразил желание остаться. 20 октября 1792 года наместником в Коренную пустынь был назначен отец Иларий с поручением завести там общежительные порядки; проработав над реорганизацией внутренней жизни пустыни три года, Иларий, по собственному желанию, возвратился в Саровскую пустынь, где вскоре и скончался.
Однако Екатерина II вскоре изменила свое отношение к православию, так как считала, что «укрепление Церкви есть укрепление государства». В 1799 году пустынь получила статус монастыря 4 класса. В 1816 Коренной монастырь был зачислен в третьеклассные. В 1804 году штат Коренной пустыни увеличился до тридцати монахов. В 1811 году в обители было девять иеромонахов, пять иеродиаков, один белый диакон, четыре монаха и двадцать пять послушников. Коренная пустынь постепенно выходила из запустения. В 1875 году был построен храм во имя Знамения Божьей Матери. Здесь же устроено кладбище для погребения усопших монашествующей братии и благодетелей святой обители.
После Октябрьской революции началось стремительное разрушение обители. В 1918 году на Сходе бедноты было принято решение переименовать местечко Коренная пустынь в местечко Свобода. Монастырь лишается прав юридического лица. С момента принятия в 1922 году «Декрета ВЦИК 16 февраля 1922 года» началось разорение обители. Сначала изъяли ценности, а в 1924 году монастырь закрыли. По кирпичикам разобрали каменные сходы к Живоносному источнику, часовни, разграбили и вывезли уникальную библиотеку, вырубили Богородицкий лес. В 1924—1926 гг. взорвали главный собор, продали колокола, разрушили колокольню, кладбищенскую церковь, храм Живоносного источника, Святые врата, спилили вековые деревья. В тридцатые годы на месте церкви во имя Рождества Богородицы был построен фонтан. В это время здесь уже находился санаторий «Свобода». После Великой Отечественной войны в сохранившихся монастырских зданиях было организовано ремесленное училище, позже преобразованное в ПТУ.
Икона (большую часть года хранившаяся в курском Знаменском монастыре) во время Гражданской войны была вывезена из Курска: в Белгород, Таганрог, Ростов-на-Дону, Екатеринодар, Новороссийск. 1 марта 1920 года на пароходе «Святой Николай» она отбывает в Константинополь, откуда в Грецию, Сербию. Ненадолго, по просьбе генерала Петра Врангеля, для ободрения его войска, икона пребывала в Крыму. В 1944 году икона была доставлена в Мюнхен, а затем в США в 1951 году, где пребывала в специально устроенной для неё Ново-Коренной пустыни. С 1957 года икона пребывает в Синодальном Знаменском соборе Русской православной церкви за рубежом в Нью-Йорке.
«Несмотря на все усилия (вплоть до 1989 года) власти не удалось вытравить в народе память о крестном ходе. Люди искали не только исцеления от недугов у древнего источника на берегу Тускари, но и уединения в молитвах, и очищения. Паломники обходили стороной посты, делали лазы в четырехметровом заборе, заявляли властям: „Здесь наша святыня, и ничто не остановит нас на пути к ней“. <…> В 1988-м, в год 1000-летия крещения Руси, на защиту Коренной пустыни поднялась общественность Курска. В свою очередь Ювеналий ударил челом тогдашнему Патриарху Московскому и всея Руси Пимену и главе государства Горбачеву и попросил вернуть Коренную обитель верующим». В итоге 7 августа 1989 года исполком облсовета народных депутатов издал решение о поэтапной передаче Коренной пустыни епархии.
Патриарх Московский и Всея Руси Алексий II, посетив возрождённую Коренную пустынь в сентябре 1991 года, назвал её третьим духовным центром России наряду с Троице-Сергиевой лаврой и Дивеевской обителью преподобного Серафима Саровского в Нижегородской области.

## Современное состояние
В монастыре сейчас 4 действующих храма, но фактически службы ведутся только в одном из них — Соборе Рождества Пресвятой Богородицы, расположенном на горе.
Нижняя церковь во имя Живоносного Источника по преданию является второй или третьей на этом месте. Первая была построена по указу фельдмаршала Б. П. Шереметьева. Существует неопровержимое доказательство этого факта — надпись, сделанная им на Евангелие, пожертвованном в эту самую церковь. В. И. Лысых цитирует эту надпись: Сие Святое Евангелие подано от Фельдмаршала Б. П. Шереметьева, вновь построенную от него каменную церковь во имя Живоносного Источника на святом кладезе, лета 1714, августа в 17 день. Нижняя церковь — один из древнейших храмов Коренной пустыни. В храме иконы Божией Матери «Живоносной Источник» установлен уникальный фаянсовый иконостас
Коренная пустынь является источником ключевой воды. Считается, что уже 700 лет струится Коренной чудотворный источник. Точность этого достоверно не может быть установлена.
Знаменский монастырь и Коренная пустынь остаются важными элементами крестного хода.

## Настоятели и наместники
- Иларий (20 октября 1792 — 1795), строитель, наместник
- Палладий (Белевцев) (1815—1818)
- Макарий (1818—1820), переведённый из Полоцкого Богоявленского монастыря, а затем — в Александро-Свирский.
- Парфений, архимандрит (1820—…), бывший ризничий Александро-Невской лавры
- Ювеналий (Половцев) (8 мая 1862 — 21 декабря 1867)
- Григорий (Кренцив) (1994)
- Иоанн (Рудаков) (1994—2004)
- Вениамин (Королёв) (24 декабря 2004 — 29 августа 2012)
- Серафим (Котельников) (с 29 августа 2012) до 16 июля 2013 года — и. о. наместника